# Segelhafen Ramsberg

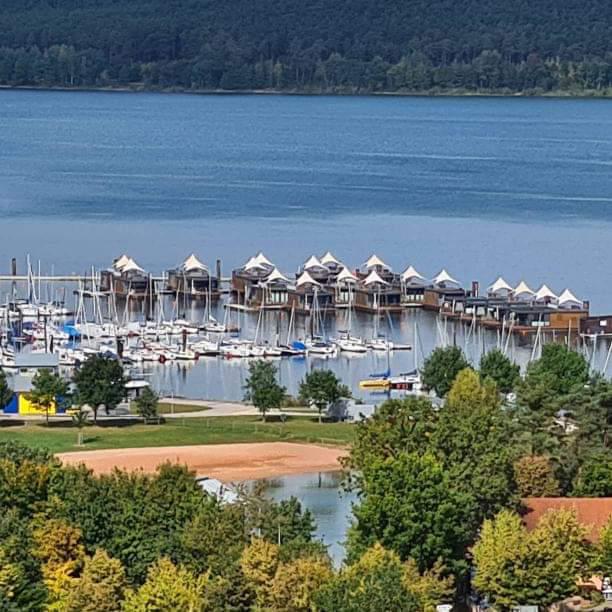
Marina Ramsberg

Der Segelhafen Ramsberg befindet sich nördlich von Ramsberg, einem Gemeindeteil des Marktes Pleinfeld im mittelfränkischen Landkreis Weißenburg-Gunzenhausen, am Südufer des Großen Brombachsees im Fränkischen Seenland.
Seit dem Wegfall des Pleinfelder Hafens ist er der einzige Hafen in der Gemeinde. Laut dem Betreiber, dem Zweckverband Brombachsee, ist er der größte Segelhafen eines deutschen Binnensees. Die Anzahl der Wasserliegeplätze wird je nach Quelle mit 600, 580 oder 543 angegeben, die Anzahl der Landliegeplätze übereinstimmend mit 150.

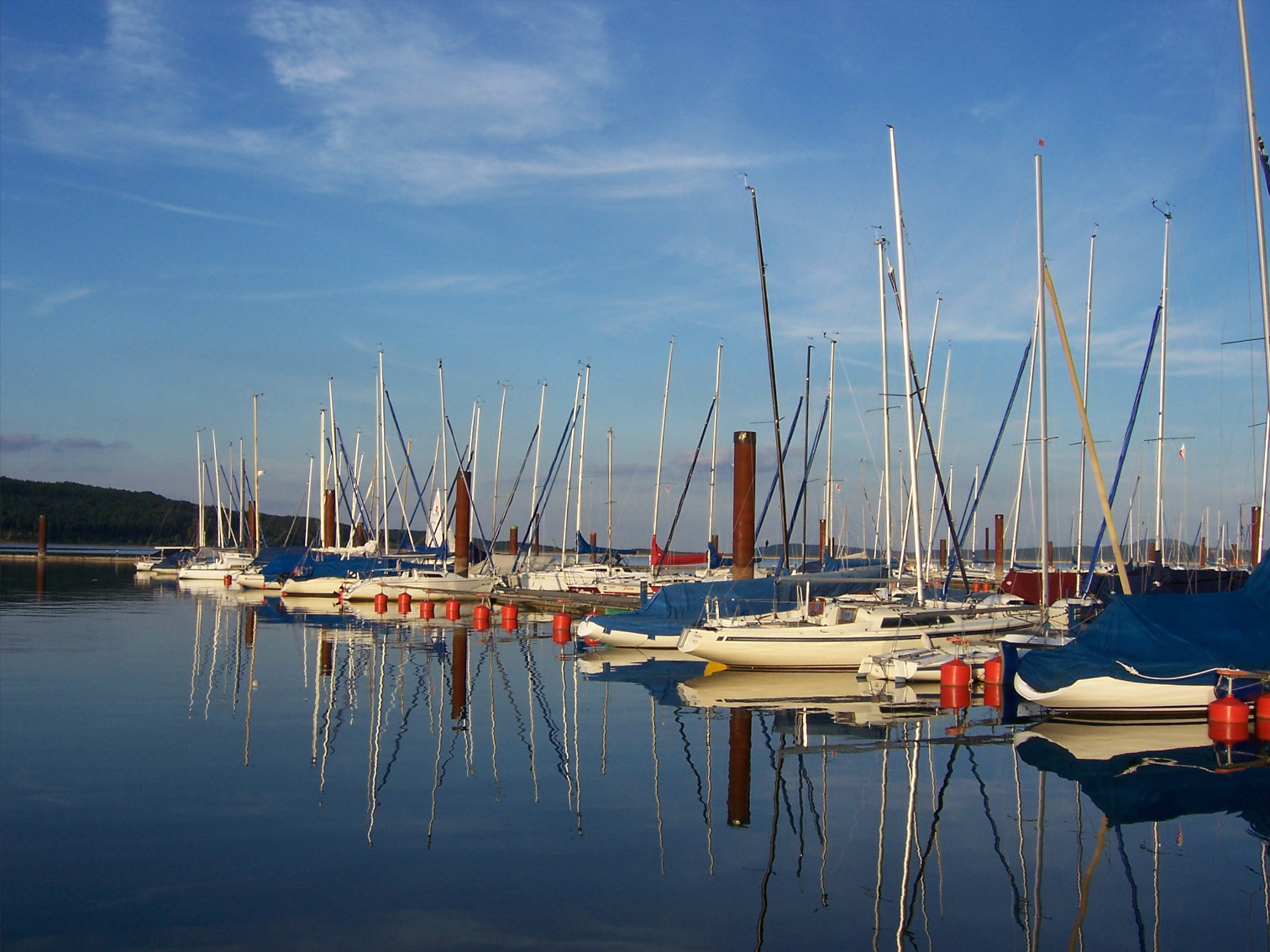
Hafen Ramsberg – Steganlagen

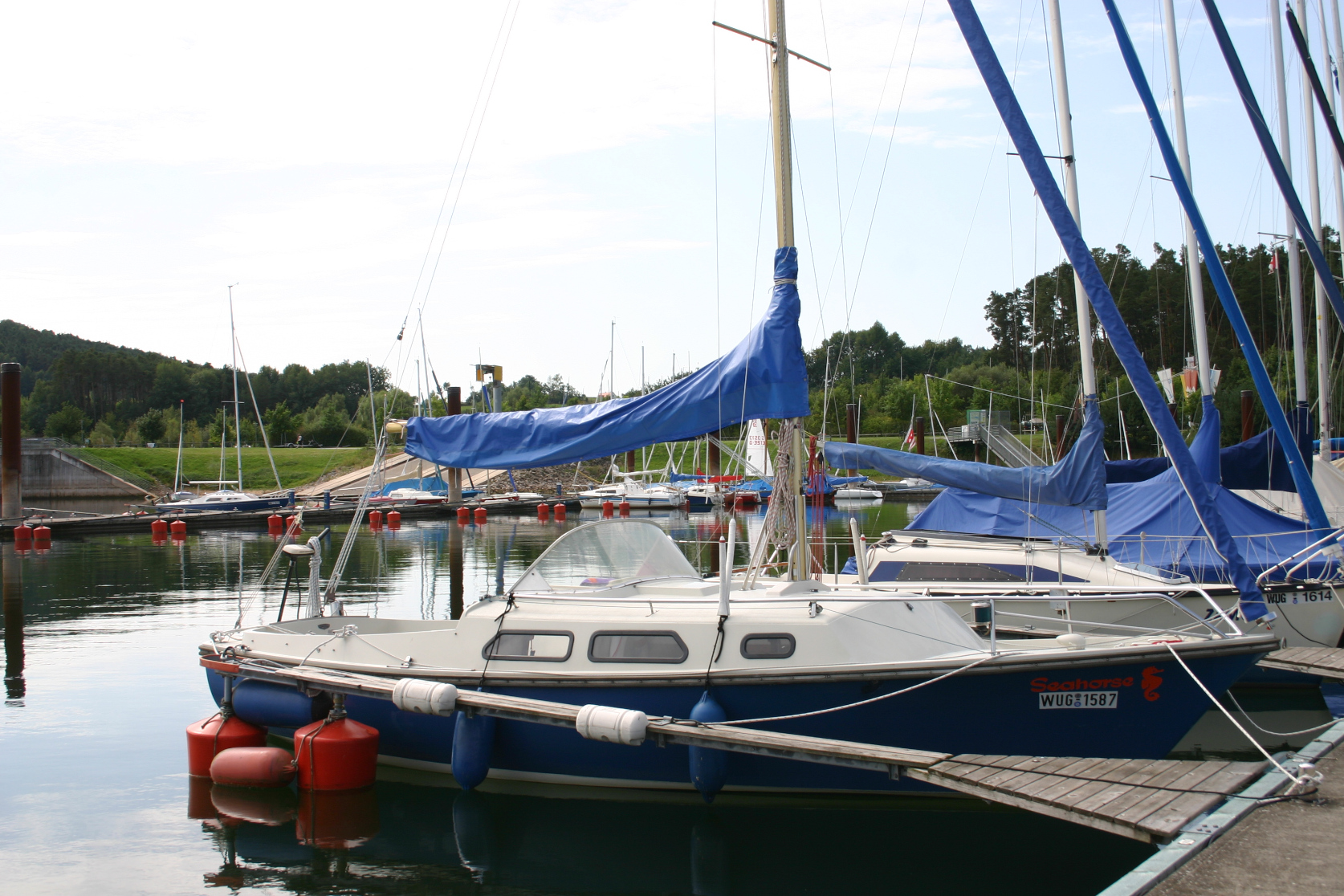
Hafen Ramsberg – Blick auf Kran und Sliprampe

Der Hafen verfügt über eine Doppel-Sliprampe, eine Jollenrampe, einen Kran mit einer Hebelast von maximal fünf Tonnen sowie ein Segelzentrum mit Sitz mehrerer Segelvereine und Yachtclubs, darunter der Yacht-Club Nürnberg. Er wird auch vom Wassersportzentrum der Friedrich-Alexander-Universität Erlangen-Nürnberg genutzt. Die Anlegestelle der MS Brombachsee liegt nicht am Hafen, sondern weiter östlich nahe am Ortskern. Weiters befindet sich im Segelhafen eine Wetterstation.
Nachdem der Segelsport rückläufig ist und immer mehr Wasserliegeplätze, die nie vollständig vermietet waren, frei blieben, wurde das Projekt „Floating Village Brombachsee“ im Hafen ins Leben gerufen. Auf den freien Liegeplätzen wurden bis 2019 19 schwimmende Ferienhäuser errichtet. Die Häuser wurden verkauft, die Eigentümer können sie sieben Wochen im Jahr selbst nutzen, müssen sie aber für den Rest des Jahres zur Vermietung zur Verfügung stellen. Es handelt sich um die erste schwimmende Feriensiedlung im Freistaat.